# Encefalită
Encefalita este inflamația creierului. Severitatea poate fi variabilă, cu simptome incluzând reducerea sau alternarea conștiinței, dureri de cap, febră, confuzie, gât rigid și vărsături. Complicațiile pot include convulsii, halucinații, probleme de vorbire, probleme de memorie și probleme de auz.
Cauzele encefalitei includ virusuri precum virusul herpes simplex și rabie, precum și bacterii, ciuperci sau paraziți. Alte cauze includ bolile autoimune și anumite medicamente. În multe cazuri, cauza rămâne necunoscută. Factorii de risc includ un sistem imunitar slab. Diagnosticul se bazează de obicei pe simptome și este susținut de analize de sânge, imagistică medicală și analiza lichidului cefalorahidian.
Anumite tipuri pot fi prevenite cu vaccinuri. Tratamentul poate include medicamente antivirale (cum ar fi aciclovir), antiepileptic și corticosteroizi. Tratamentul are loc în general în spital. Unii oameni necesită respirație artificială. Odată ce problema imediată este controlată, poate fi necesară reabilitarea. În 2015, se estimează că encefalita a afectat 4,3 milioane de persoane și a dus la 150.000 de decese în întreaga lume.